# Valeriana trichostoma
Valeriana trichostoma är en kaprifolväxtart som beskrevs av Hand.-mazz. Valeriana trichostoma ingår i släktet vänderötter, och familjen kaprifolväxter. Inga underarter finns listade i Catalogue of Life.